# Анстен (каїрн)

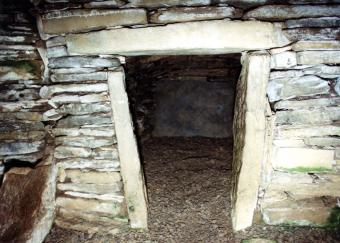
Вхід в гробницю Анстен, головний коридор.

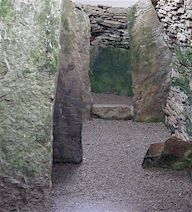
Головний коридор, вид всередині, Анстен.

Анстен також: Онстен, Онстон (англ. Unstan / Onstan / Onston) — гробниця-каїрн епохи неоліта на острові Мейнленд у складі Оркнейських островів, Шотландія. Споруджений на мисі, виступаючому в озеро Стеннес близько поселення Хау (англ. Howe) та міста Стромнесс. По конструкції Анстен є незвичайним гібридом двох типів камерних каїрнів. Крім того, в Анстені вперше виявлена анстенівська кераміка.
Судячи зі знахідок з довколишніх поховань, як вони, так і Анстен були споруджені в проміжку 3400-2800 рр. до н. е.
У Анстені виявлено людські рештки — два скелети в скорченому положенні в бічній камері, ще декілька в основній камері і декілька кісток лежали в безладі по всій гробниці. Крім того, виявлено кістки тварин і вугілля.
Ймовірно, Анстен продовжували використовувати у 2 тис. до н.е. Виявлений в гробниці наконечник стріли має форму, характерну для культури дзвоноподібних келихів, що існувала в період пізнього неоліту і бронзової доби.